# Just Say Ozzy
Just Say Ozzy è un EP del cantante britannico Ozzy Osbourne, pubblicato il 17 marzo 1990.
Secondo le note di copertina dell'EP, contiene tracce registrate dal vivo alla Brixton Academy di Londra nel novembre 1989.

## Tracce
1. Miracle Man – 4:01
2. Bloodbath in Paradise – 5:01
3. Shot in the Dark – 5:34
4. Tattooed Dancer – 3:47
5. Sweet Leaf – 3:22
6. War Pigs – 8:24

## Formazione
- Ozzy Osbourne - cantante
- Zakk Wylde - chitarra
- Geezer Butler - basso
- Randy Castillo - batteria